# Ramón Lobo (político)
Ramón Augusto Lobo Moreno (La Azulita, Estado Mérida; 24 de abril de 1967) es un político, economista, profesor y diplomático venezolano que se desempeñó como presidente del Banco Central de Venezuela entre 2017 y 2018, Vicepresidente Sectorial de Economía y Ministerio del Poder Popular de Economía y Finanzas (con responsabilidades de Industria, Comercio y Comercio Exterior), durante el 2017. Posteriormente fue diplomático de la República Bolivariana de Venezuela ante del Reino de Arabia Saudita. Actualmente es diputado a la Asamblea Nacional por la Circunscripción 1 del Estado Mérida.

## Biografía
Ramón Augusto Lobo Moreno nace en La Azulita, Municipio Andrés Bello del Estado Mérida, el 24 de abril de 1967. Hijo mayor de Ramón Lobo Albarrán y Silvina Moreno de Lobo. Está casado con Carolina Marín de Lobo, de cuya unión han nacido sus hijas Silvina Ariana y Oriana Carolina.
Estudió la primaria en la Escuela Nacional “Rafael María Torres”, continua la educación secundaria en la Unidad Educativa Liceo Bolivariano “La Azulita” y luego ingresa a la Universidad de Los Andes (ULA) donde obtiene el Título de Economista. Posteriormente estudió un postgrado en la Universidad Fermín Toro, donde adquiere el Título de magister scientiarum en Gerencia Empresarial.
Durante su ejercicio profesional se ha desempeñado como administrador asistente y analista de Presupuesto en la Facultad de Farmacia de la ULA. Fue profesor instructor en el Instituto Universitario “Antonio José de Sucre” donde ha impartido las cátedras de Contabilidad, Economía y Matemática Financiera.

## Trayectoria política
Desde muy joven en su natal La Azulita creó junto a sus compañeros un grupo que defendía los derechos e injusticias de los azulitenses, que luego llegaría a ser un partido político y luego un movimiento comunitario. Este es LA ESPUELA, este grupo tuvo desde periódicos hasta candidatos a alcaldes contra los partidos AD y COPEI. No fue hasta el año 1999 donde junto al MVR logró ser alcalde del municipio Andrés Bbello.
Fue alcalde del Municipio Andrés Bello durante dos períodos consecutivos (2000-2008).

### Partido Comunista
Integró la Juventud y Partido Comunista de Venezuela, 1986/1996. Forma parte activa del Movimiento 24 de junio de 1987/1991. En la ULA asume la dirigencia estudiantil como Miembro del Centro de Estudiantes de la Facultad de Ciencias Económicas y Sociales por la Opción 89, 1989/1991. No abandona sus raíces ni su tierra natal para integrar el Movimiento Comunitario Azulitense La Espuela, desde 1991.

### Movimiento V República y PSUV
En el Movimiento Quinta República fue militante y Coordinador de Finanzas del Municipio Andrés Bello, 1998/ 2007. Luego, con la creación del Partido Socialista Unido de Venezuela (PSUV) se incorpora como Vocero del Batallón “La Victoria de Bolívar” en el Municipio Andrés Bello. Integra la Patrulla Territorial “Alí Primera” y la Sectorial de la Facultad de Farmacia de la ULA. Fue Vocero Estadal de la Comisión de Organización del PSUV, Delegado del PSUV por el Municipio Andrés Bello y Vocero Estadal ante el I Congreso Extraordinario del PSUV.

### Diputado
Ramón Lobo fue el candidato a diputado para la Asamblea Nacional del Circuito Electoral N.º 2 por decisión de las bases del PSUV, y estuvo en el Parlamento Nacional por decisión del Pueblo en defensa y profundización de la Revolución Socialista resultando electo por una cantidad promedio de 52,58% durante dos periodos 2011-2016 2016-2017.

### Ministro de Economía
El 4 de enero de 2017, el presidente de la República Nicolás Maduro designó como Ministro del Poder Popular para la Economía, Finanzas, Banca Pública, Industria y Comercio a Lobo como parte de su gabinete como parte de la Agenda Ofensiva Carabobo.

### Presidente del Banco Central
El 26 de octubre de 2017 la Asamblea Nacional Constituyente aprueba su designación como presidente del Banco Central de Venezuela, a pesar de que la constitución de Venezuela y la Ley del Banco Central establece que la ratificación del presidente del Banco Central debe ser aprobado por la Asamblea Nacional de mayoría opositora después de haber sido escogido por el presidente.

### Embajada de Arabia Saudita
El 10 de diciembre de 2018, es asignado como Ministro Consejero de la Embajada de la Venezuela en Arabia Saudita y Encargado de Negocios de la Embajada de la Venezuela en Arabia Saudita. Cargo que nunca llegó a ejercer tras no ser adjudicada la credencial por parte del Reino de Arabia Saudita.

### Diputado
Ramón Lobo fue presentado candidato por su partido el PSUV a las polémicas Elecciones Legislativas de 2020 como candidato a Diputado por el Circuito #1 del Estado Mérida a la Asamblea Nacional, correspondiente a los municipios Alberto Adriani, Antonio Pinto Salinas, Tovar y Zea. Siendo esta candidatura algo polémica, dado que Lobo es originario del municipio Andrés Bello donde reside y que corresponde al Circuito #3. Ramón Lobo resultó electo en esta contienda con un promedio de 79,74% de los votos y con una abstención promedio del 80,73% de los electores en su circuito. De este modo Lobo vuelve a la Asamblea Nacional en la VI Legislatura.